# 勞動部勞動力發展署雲嘉南分署
「勞動部勞動力發展署雲嘉南分署」簡稱「雲嘉南分署」或「南分署」，係勞動部勞動力發展署所屬分署，為四級機關，位於臺南市官田區官田工業區內。
- 主要業務內容：自辦職前訓練[5]（待業者）、自辦在職訓練[6]（在職者）、全國技術士技能檢定、即測即評及發證技能檢定[7]、全國技能競賽[8]（南區分區賽）、國際技能競賽國手培訓、技能競賽選手培訓、就業及創業諮詢，補助、輔導、或與地方政府、企業、團體、學校單位等合作辦理職業訓練。
- 轄區縣市：臺南市、嘉義市、嘉義縣、雲林縣。

## 歷史[9]

### 臺南職業訓練中心
- 1981年11月1日，臺灣省政府成立「南區職業訓練中心籌備處」。
- 1985年4月1日，於臺南縣官田鄉（今臺南市官田區）官田工業區內成立「臺灣省南區職業訓練中心」，隸屬臺灣省政府。
- 1988年1月15日，臺灣省政府勞工處成立後一年，改隸臺灣省政府勞工處，並更名為「臺灣省政府勞工處南區職業訓練中心」。
- 1999年7月1日，臺灣省政府功能業務與組織調整後，改隸行政院勞工委員會職業訓練局（今勞動部勞動力發展署），並更名為「行政院勞工委員會職業訓練局臺南職業訓練中心」。
- 2010年12月8日，於國立北港高級農工職業學校成立「雲林職業訓練場」。

### 雲嘉南區就業服務中心
- 1966年，臺灣省政府成立「臺灣省台南區國民就業輔導中心」，隸屬臺灣省政府社會處，並先後於雲林縣、嘉義縣市、臺南縣轄區內成立斗六、北港、嘉義、朴子、新營等就業服務站。
- 1988年1月，臺灣省政府勞工處成立後一年，改隸勞工處。
- 1994年7月，更名為「臺灣省政府勞工處台南區就業服務中心」，負責協助民眾求職、雇主求才為主要職掌業務。
- 1999年1月，開始受理勞工保險失業給付認定業務。7月1日，臺灣省政府功能業務與組織調整後，改隸於行政院勞工委員會職業訓練局（今勞動部勞動力發展署），更名為「行政院勞工委員會職業訓練局台南區就業服務中心」。
- 2003年，增設永康就業服務站，而嘉義、北港、斗六、新營等就業服務站亦分別租用新辦公廳舍擴大服務場域。
- 2004年3月1日，增設臺南就業服務站。
- 2005年6月21日，更名為「行政院勞工委員會職業訓練局雲嘉南區就業服務中心」。

### 雲嘉南分署
- 2014年2月17日，行政院勞工委員會改組升格為「勞動部」後，將臺南職業訓練中心與雲嘉南區就業服務中心整合為「勞動部勞動力發展署雲嘉南分署」。
- 2014年6月23日，委託國立中正大學籌設之「雲嘉南勞動力發展學院」正式揭牌成立，為全國首座勞動力發展學院，以「領導管理」、「專案管理」、「師資」、「共通職能」等四大培訓中心，以及「領導管理」、「主管職能養成」、「專案管理力提升」、「創新應用研發能力」、「委外訓練師資教學專業知能培訓」、「專業核心職能培訓」等六大重點課程作為規劃及訓練重點，適訓對象將針對工會領導人、雲嘉南分署內部人員、合作夥伴、訓練單位師資，針對職能缺口規劃多元培訓課程，均授予碩士學分。[10]
- 2014年8月15日，與國立虎尾科技大學共同簽署「合作備忘錄」(MoU)，並於該校設置「雲林職業訓練場（虎尾分部）」[11]，位於國立北港高級農工職業學校內之職訓場則易名為「雲林職業訓練場（北港分部）」，以示區別。
- 2015年，新增訓練模式「產訓合作」、「委託訓練」；產訓合作之模式為與需用企業合作，職類由分署與合作企業共同決定，學員（須為待業者）前2至6個月於分署接受「專業訓」（即職前訓練，進行專業養成並輔導考取證照），後1至3個月則前往合作企業進行「實務訓」，完成兩階段訓練後，學員可選擇直接至合作企業就業；委託訓練之模式為合作企業將有代訓需求之學員送至分署接受職業訓練，職類由分署與合作企業共同決定，訓期最多不超過1個月。[12]
- 2015年9月7日，與友嘉集團[13]、國立虎尾科技大學、臺中市立臺中工業高級中等學校、國立彰化師範大學附屬高級工業職業學校、國立虎尾高級農工職業學校、國立嘉義高級工業職業學校共同簽訂「策略聯盟合作意向書」，並於同年10月24日舉辦首場「全國高工職工具機實作競賽」（次年起更名為「全國工業類科實作競賽」）以及「產學研座談會」。[14]
- 2016年3月31日，於臺南市新營區成立「南方創客基地[15]」，為全國首座以農村型態發想而打造之創造力中心；該處原為新營就業中心舊址，於新營中心搬遷至新址後暫時閒置，歷經半年之籌備、規劃、設計、裝修，從可能成為的「蚊子館」變成創客揮灑創意、實現夢想之要地。[16]
- 2016年9月13日，北港就業中心喬遷至虎尾，更名並試辦「虎尾就業中心」。[17]
- 2016年10月1日，設置全國首座「職訓家居館」，由分署職訓師、技能競賽國手及選手、受訓及結訓學員結合逾20職類、呈現上百件作品、費時近1個月、以超過500名人力共同打造。[18]
- 2017年4月28日，與國立虎尾科技大學、遠東科技大學合作開辦「產學訓」（教育部產學攜手合作訓練[19]）專班，虎尾科大電機工程系[20]（四技）為「電機實務專班」、動力機械工程系[21]（四技）為「數控工具機與機電整合專班」，遠東科大機械工程系[22]（進修部）則為「機電整合專班」，模式為學生大學一年級期間至分署接受職業訓練，進行專業養成並輔導考取證照，大學二年級起至大學四年級則至合作企業進行在職訓練（即實習，期間廠商支給學生薪資，學科教育則利用四年在學期間之假日或平日夜間由學生返回學校上課，畢業後，學生可選擇直接至合作企業就業。[23]
- 2017年5月9日，設置「國際技能競賽國手培訓中心」，成為培訓技能國手統籌訓練事務之專責單位，規劃多元化、高密度的訓練與課程，穩固國手技術、戰術、心理層面等三方狀態。[24]
- 2018年2月8日，與新日光能源科技合作設置全國第一座「P型雙面雙玻屋頂型太陽能電站」。[25]
- 2018年3月12日，與KNX國際智慧標準台灣KNX分會[26]合作成立「KNX國際物聯網智慧節能技術認證中心」，分署自辦職前訓練「電工班」受訓學員結訓將可就地考照。[27]
- 2018年4月2日，設置「服務中心」，為整合分署自辦訓練科「自辦職前訓練」、「自辦在職訓練」、「全國技術士技能檢定」、「即測即評及發證技能檢定」、「國際技能競賽」、「全國技能競賽」、「全國技能競賽南區分區賽」、「國際技能競賽國手培訓中心」、「技能競賽選手培訓」等各項業務及開放民眾洽詢之單一服務窗口，地點位於分署綜合大樓1樓。
- 2018年4月11日，正式成立「虎尾就業中心」，並與國立虎尾科技大學簽署「共同合作意向書」。[28]
- 2018年7月5日，正式揭牌啟用「YS青年職涯發展中心[29]」，提供職涯探索、職業適性測驗、履歷健檢、模擬面試、企業參訪、名人講座、小團體工作坊、職訓諮詢與就業媒合等多面向服務內容，更設置「職涯ON LINE」提供線上諮詢，協助年輕人探索職場方向，降低青年失業率。[30]
- 2018年7月12日，與友嘉集團[13]、國立虎尾科技大學、臺中市立臺中工業高級中等學校、國立彰化師範大學附屬高級工業職業學校、國立虎尾高級農工職業學校、國立嘉義高級工業職業學校、國立臺南高級工業職業學校、國立新竹高級工業職業學校共同簽訂「策略聯盟合作意向書」。[31]

## 歷任首長
| 任別                      | 姓名                  | 就職時間              | 卸任時間              | 備註                  |
| 臺南職業訓練中心 主任     | 臺南職業訓練中心 主任 | 臺南職業訓練中心 主任 | 臺南職業訓練中心 主任 | 臺南職業訓練中心 主任 |
| ------------------------- | --------------------- | --------------------- | --------------------- | --------------------- |
| 1                         | 馬國臣                | 1985年4月1日          | 1994年1月             |                       |
| 2                         | 王金鑫                | 1994年2月             | 2003年9月             |                       |
|                           | 謝忠武                | 2004年1月             | 2007年9月             |                       |
| 4                         | 黃春長                | 2007年10月            | 2009年8月             |                       |
| 5                         | 蔡素芬                | 2009年8月             | 2010年12月            |                       |
| 6                         | 李岳宗                | 2011年1月14日         | 2012年5月8日          |                       |
| 7                         | 施貞仰                | 2012年5月8日          | 2014年2月16日         |                       |
| 雲嘉南區就業服務中心 主任 |                       |                       |                       |                       |
| 1                         | 施貞仰                | 2011年1月26日         | 2012年5月8日          |                       |
| 2                         | 劉邦棟                | 2012年5月8日          | 2014年2月16日         |                       |
| 雲嘉南分署 分署長         |                       |                       |                       |                       |
| 1                         | 施貞仰                | 2014年2月17日         | 2015年4月30日         |                       |
| 2                         | 柯呈枋                | 2015年5月1日          | 2019年1月20日         |                       |
| 代理                      | 劉邦棟                | 2019年1月21日         | 2019年4月21日         |                       |
| 3                         | 劉邦棟                | 2019年4月22日         | 2022年6月30日         | 真除陞任              |
| 4                         | 程泰運                | 2022年7月1日          | 2022年10月2日         |                       |
| 5                         | 劉邦棟                | 2022年10月3日         | 現任                  |                       |

## 組織架構

### 業務單位
- 自辦訓練科
- 訓練推廣科
- 就業促進科
- 綜合規劃科
- 諮詢服務及給付科
- 特定對象及學員輔導科

### 幕僚單位
- 秘書室
- 主計室
- 人事室
- 政風室

### 就業中心
- 臺南就業中心（安平就業服務台、仁德就業服務台、關廟就業服務台、西港就業服務台、將軍就業服務台）
- 永康就業中心（新化就業服務台、安定就業服務台、楠西就業服務台、南化就業服務台、山上就業服務台、善化就業服務台、大內就業服務台、玉井就業服務台、南科就業服務台）
- 新營就業中心（麻豆就業服務台、白河就業服務台、學甲就業服務台、六甲就業服務台、東山就業服務台、柳營就業服務台、下營就業服務台）
- 嘉義就業中心（民雄就業服務台、中埔就業服務台、大林就業服務台、溪口就業服務台、竹崎就業服務台、阿里山就業服務台）
- 朴子就業中心（六腳就業服務台、布袋就業服務台、東石就業服務台、義竹就業服務台、鹿草就業服務台、新港就業服務台、水上就業服務台）
- 斗六就業中心（大埤就業服務台、斗南就業服務台、莿桐就業服務台、崙背就業服務台、林內就業服務台、古坑就業服務台、二崙就業服務台、西螺就業服務台）
- 虎尾就業中心（麥寮就業服務台、水林就業服務台、口湖就業服務台、褒忠就業服務台、元長就業服務台、土庫就業服務台、臺西就業服務台）

### 所屬場館
- 臺南職業訓練場（電機館、電子館、營建館、機械館）
- 雲林職業訓練場

## 外部連結
- 勞動部勞動力發展署雲嘉南分署 （页面存档备份，存于）（繁體中文）（英文）
- 賈好嘉JobGoodjob 勞動力發展署雲嘉南分署的Facebook專頁
- YouTube上的賈好嘉JobGoodjob勞動力發展署雲嘉南分署頻道